# Daciana Sârbu
Daciana Octavia Sârbu (ur. 15 stycznia 1977 w Aradzie) – rumuńska polityk i prawniczka, była posłanka, deputowana do Parlamentu Europejskiego VI, VII i VIII kadencji. Córka polityka Ilie Sârbu, żona Victora Ponty.

## Życiorys
Studiowała na Universitatea de Vest din Timișoara, w 2000 ukończyła na tej uczelni prawo, a w 2004 uzyskała magisterium z prawa handlowego.
W 1996 wstąpiła do Partii Socjaldemokracji w Rumunii (przekształconej później w Partię Socjaldemokratyczną), była m.in. przewodniczącą organizacji młodzieżowej socjaldemokratów.
Pracę zawodową podjęła w 2001 jako prawniczka w kancelarii adwokackiej. W tym samym roku została zatrudniona w administracji rządowej kierowanej przez premiera Adriana Năstase. Od czerwca 2003 do marca 2004 pełniła funkcję sekretarza stanu w resorcie edukacji, następnie do grudnia 2004 przewodniczącej ANT – urzędu centralnego zajmującego się sprawami młodzieży. Od 2004 do 2007 sprawowała mandat posłanki do Izby Deputowanych.
1 stycznia 2007 objęła mandat eurodeputowanej, utrzymała go w wyborach w tym samym roku. W wyborach w 2009 uzyskała reelekcję. Weszła w skład grupy Postępowego Sojuszu Socjalistów i Demokratów, a także Komisji Ochrony Środowiska Naturalnego, Zdrowia Publicznego i Bezpieczeństwa Żywności. W 2014 została wybrana na kolejną kadencję Europarlamentu. W 2018 opuściła PSD, dołączyła następnie do założonej przez męża partii PRO Rumunia.